# Bartolomei (cognome)
Bartolomei è un cognome di lingua italiana.

## Varianti
Bartali, Bartalini, Bartalo, Bartoccelli, Bartocci, Bertolo, Bartolazzi, Bartoletti, Bartoli, Bartolic, Bartolich, Bartolini, Bartolomasi, Bartolomeo, Bartolommei, Bartolommeo, Bartoloni, Bartolotti, Bartolozzi, Bartolucci, Bartozzi, Bortol, Bortolazzi, Bortolomei, Bortolomeo, Bortolon, De Bartolomeis, De Bortoli, De Meis, De Meo, De Tolomei, Di Bartolo, Di Bartolomeo, Di Meo, Fomei, Fumai, Fumani, Fumei, Fumelli, Fumeo, Fumi, Fumian, Fumiani, Fumich, Fumis, Fumo, Fumolo, Meazza, Meazzuoli, Mei, Meini, Meo, Meotti, Meucci, Meuzzi, Miot, Miotti, Toletti, Tolomei, Tolomeo, Tolomio, Toloni, Tolossi, Tolotti, Tolumello, Tolussi, Tolusso, Tomè, Tomea, Tomei, Tomeo, Tomizza, Tommè, Tommei, Tulissi, Tulissio, Tumidei, Tuminelli, Tumminelli, Tumminello, Tumminiello, Tummolo, Tumolo, Vartolo.

## Origine e diffusione
Il cognome è presente in tutta Italia, con maggiore concentrazione al centro-nord.
Potrebbe derivare dal prenome Bartolomeo.
La variante Bartoli è panitaliana; Bortoli e Bortolomei compaiono maggiormente in Veneto; Bertolo è maggiormente diffuso nel Triveneto, in particolare in Veneto e Friuli-Venezia Giulia; Bartolich è tipico della Venezia Giulia; Bartali e Bartolo sono toscani; Vartolo è meridionale; Tolotti, Toletti, Toloni, Tolossi, Tolussi, Tolusso, Tulissi e Tulissio sono tipici del Triveneto; Tumidei è emiliano-romagnolo.

## Persone
- Franca Bartolomei (1922-2006) – ballerina e coreografa italiana
- Giuseppe Bartolomei (1923-1996) – politico italiano
- Luigi Bartolomei (1941) – ex calciatore italiano, di ruolo centrocampista